# Simon Guglielmi
Simon Guglielmi (Chambéry, 1 juli 1997) is een Frans wielrenner die sinds 2022 voor Arkéa Samsic uitkomt.

## Carrière
In 2019 reed Guglielmi voor Groupama-FDJ Continental de opleidingsploeg van Groupama-FDJ. Hij wist dit jaar een achtste plaats te behalen in de Girobio.

## Palmares
2016
Berg- en Jongerenklassement GP Chantal Biya
2019
Bergklassement Ronde van de Elzas

## Resultaten in voornaamste wedstrijden
| Jaar | Ronde van Italië | Ronde van Frankrijk | Ronde van Spanje |
| ---- | ---------------- | ------------------- | ---------------- |
| 2020 | 116e             |                     |                  |
| 2021 | 90e              |                     |                  |
| 2022 |                  |                     | 60e              |
| 2023 |                  | 69e                 |                  |
| 2024 |                  |                     | 47e              |
| 2025 | 94e              |                     |                  |

| Jaar | Milaan-San Remo | Amstel Gold Race | Luik-Bast.‑Luik | Ronde van Lombardije | Waalse Pijl |
| ---- | --------------- | ---------------- | --------------- | -------------------- | ----------- |
| 2020 |                 |                  |                 | 46e                  |             |
| 2021 |                 |                  |                 |                      |             |
| 2022 |                 | 89e              | 65e             | 52e                  | 106e        |
| 2023 | 102e            | 77e              | 74e             | opgave               | 72e         |
| 2024 |                 | 125e             | 101e            | 95e                  | opgave      |
| 2025 |                 | opgave           | 128e            |                      | opgave      |

## Ploegen
- 2019 –  Groupama-FDJ Continental
- 2020 –  Groupama-FDJ
- 2021 –  Groupama-FDJ
- 2022 –  Arkéa-Samsic
- 2023 –  Arkéa-Samsic
- 2024 –  Arkéa-B&B Hotels
- 2025 –  Arkéa-B&B Hotels

Armirail · Bonnet · Brunel · Delage · Démare · Duchesne · Frankiny · Gaudu · Geniets · Guarnieri · Gugliemi · Konovalovas · Küng   · Ladagnous · Le Gac · Lienhard · Ludvigsson · Madouas · Molard · Pinot · Reichenbach · Roux · Sarreau · Scotson · Seigle · Sinkeldam · Thomas · Vincent · Davy (stagiair) · Stewart (stagiair)
Armirail · Badilatti · van den Berg · Bonnet · Brunel · Davy · Delage · Démare · Duchesne · Gaudu · Geniets · Guarnieri · Gugliemi · Konovalovas · Küng     · Ladagnous · Le Gac · Lienhard · Ludvigsson · Madouas · Molard · Pinot · Reichenbach · Roux · Scotson · Seigle · Sinkeldam · Stewart · Thomas · Valter
Anacona · Barguil · Barré (vanaf 1/8) · Bouet · Bouhanni · Capiot · Declercq · Delaplace · Edet · Flórez · Gesbert · Grondin · Guernalec · Guglielmi · Hardy · Hofstetter · Ledanois · Louvel · McLay · Noppe · Owsian · Pajur · Pichon · D. Quintana · N. Quintana · Ries · Riou · Russo · Swift · Vauquelin · Verre · Clynhens (stagiair) · Costiou (stagiair) · Thierry (stagiair)
Barguil · Barré · Biermans · Bouet · Bouhanni · Capiot · Champoussin · Costiou · Dekker · Delaplace · Démare (vanf 1/8) · Edet · Gesbert · Grondin · Guernalec · Guglielmi · Hofstetter · Le Berre · Ledanois · Louvel · McLay · Mozzato · Owsian · Pichon · Ponomar (tot 31/7) · Ries · Riou · Rodríguez · Russo · Vauquelin · Verre · Dauphin (stagiair) · Gillet (stagiair) · Tjøtta (stagiair)
Albanese · Barré · Biermans · Capiot · Champoussin · Costiou · Dekker · Delaplace · Démare · García Pierna · Gesbert · Grondin · Guernalec · Guglielmi · Huys · Le Berre · Ledanois(tot 15/8) · Louvel · McLay · Mozzato · Owsian · Ries · Riou · Rodríguez · Scotson · Sénéchal · Thierry (vanaf 1/9) · Vauquelin · Venturini · Verre
Biermans · Capiot · Costiou · Delaplace · Démare · Epis · García Pierna · Gesbert · Grondin · T. Guernalec · V. Guernalec · Guglielmi · Huys · Le Berre · Lozouet · Mozzato · Ries · Rodríguez · Rouland · Scotson · Sénéchal · Svestad-Bårdseng · Thierry · Tjøtta · Vauquelin · Venturini · Verre